# Эстония на «Евровидении-2018»
Эстония участвовала на конкурсе песни Евровидение 2018 в Лиссабоне, Португалия. Участника выбирали на национальном отборе Eesti Laul 2018, организованный Эстонской общественной телерадиовещательной корпорацией. Эстонию на конкурсе песни Евровидение 2018 представила Элина Нечаева с песней «La Forza» («Сила»). Эстония выступала в 1-м полуфинале, заняв 5-е место и набрав 201 балл, и потому прошла в финал, заняв 8-е место и набрав 245 баллов.

## Национальный отбор
Eesti Laul 2018 стал 10-м национальным отбором, в данном случае на конкурс песни Евровидение 2018. Он состоял из двух полуфиналов, которые состоялись 10 и 17 февраля 2018 года соответственно, и финала, который состоялся 3 марта 2018 года. В финал вошли лучшие 10 песен из двух полуфиналов. Весь отбор вещался ETV и онлайн на сайте err.ee.

### Формат
Формат национального отбора состоит из двух полуфиналов и финала. Полуфиналы состоялись 10 и 17 февраля 2018 года соответственно, а финал — 3 марта 2018 года. Все песни участвовали в полуфиналах, и лишь те, которые вошли в пятёрку сильнейших в обоих полуфиналах, прошли в финал. Результаты полуфиналов были определены с помощью жюри и телезрителей в соотношении 50/50.Победитель в финале определялся в два раунда. В первом раунде определялись две лучшие песни с помощью жюри и телезрителей в соотношении 50/50, а в суперфинале посредством телеголосования определялся победитель. В награду победителю национального отбора, который представил Эстонию на конкурсе песни Евровидение 2018, присуждался денежный приз в размере €3,000. Эстонские авторы песен, соцсети и артисты, занявшие первые три места, также награждаются денежными призами по €1,000.

### Участники
19 сентября 2017 года Эстонская общественная телерадиовещательная корпорация открыла приём заявок артистов и композиторов и их записей песен до 1 ноября 2017 года. Все артисты и композиторы должны были иметь эстонское гражданство или быть резидентами Эстонии, и каждый артист и автор песен мог в состоянии представить только максимум три заявки, за исключением авторов песен, участвовавших в песенных лагерях, организованных Эстонской академией песни весной и осенью 2016 года. Иностранное сотрудничество было разрешено до тех пор, пока 50 % авторов песен были эстонцами. Всего было рекордных 258 добровольца, чем был побит рекорд 2017 года (242 добровольца). Жюри из 15 членов отобрали лучших 20 артистов с их песнями, которые были объявлены на развлекательной программе Ringvaade 10 ноября 2017 года. В жюри вошли Карл-Эрик Таукар (певец), Койт Раудсепп (ведущий на Raadio 2), Алон Амир (музыкальный менеджер), Марилиис Мыттус (музыкальный редактор Müürileht), Андреас Пуусепп (DJ), Яане Томпс (музыкальный журналист Eesti Ekspress), Гарри Хаканен (музыкальный менеджер Uuden Musiikin Kilpailu), Минго Раянди (музыкант), Сиим Нестор (музыкальный журналист Eesti Ekspress) Геттер Яани (певица), Стен Теппан (музыкальный редактор Vikerradio), Мари-Лийс Мянник (Radio Elmar), Tоомас Пуна (программный директор радио Sky+), Ирина Свенссон (редактор Raadio 4) и Вальнер Вальме (музыкальный критик), отобраны 15 из 20 полуфиналистов из представленных работ, остальные 5 полуфиналистов были отобраны редакторами Eesti Laul:: Ове Мустинг, Ингрид Котла, Маль Паллинг, Филип Адамо, Рут Неймаа и Март Нормет.
Из всех участников национального отбора были Semy, представивший Эстонию на конкурсе песни Евровидение 2001 в составе 2XL вместе с Дэйвом Бентоном и Танелем Падаром, Герли Падар, представившая Эстонию на конкурсе песни Евровидение 2001 и Стиг Ряста, представивший Эстонию на конкурсе песни Евровидение 2015 вместе с Элиной Борн. Песню для Марью Ляник написал Аксель Энстрём, представивший Финляндию на конкурсе песни Евровидение 2011.
| Артист                               | Песня                        | Язык        | Перевод                              | Композитор(ы)                                                           |
| ------------------------------------ | ---------------------------- | ----------- | ------------------------------------ | ----------------------------------------------------------------------- |
| Aden Ray                             | «Everybody’s Dressed»        | Английский  | «Все одеты»                          | Nikita Bogdanov                                                         |
| Desiree                              | «On My Mind»                 | Английский  | «У меня на уме»                      | Amiran Gorgazjan                                                        |
| Элина Нечаева                        | «La forza»                   | Итальянский | «Сила»                               | Mihkel Mattisen, Timo Vendt, Ksenia Kuchukova, Элина Нечаева            |
| Элийс Пярна и Герли Падар            | «Taevas»                     | Эстонский   | «Небо»                               | Imre Sooäär                                                             |
| Etnopatsy                            | «Külm»                       | Эстонский   | «Холодно»                            | Aile Alveus-Krautmann                                                   |
| Evestus                              | «Welcome to My World»        | Английский  | «Добро пожаловать в мой мир»         | Ott Evestus                                                             |
| Frankie Animal                       | «(Can’t Keep Calling) Misty» | Английский  | «(Не могу продолжать звонить) Мисти» | Marie Vaigla, Jonas Kaarnamets, Jan-Christopher Soovik                  |
| Girls in Pearls                      | «Spellbound»                 | Английский  | «Завороженный»                       | Vivi Maar, Viveli Maar, Rasmus Lill                                     |
| Иирис & Agoh                         | «Drop That Boogie»           | Английский  | «Капля буги-вуги»                    | Ago Teppand, Иирис Весик                                                |
| Indrek Ventmann                      | «Tempel»                     | Эстонский   | «Храм»                               | Allan Kasuk, Siim Koppel, Indrek Ventmann                               |
| Karl Kristjan, Karl Killing и Wateva | «Young»                      | Английский  | «Молодой»                            | Karl-Kristjan Kingi, Karl Killing, Kris Evan Säde, Hugo Martin Maasikas |
| Марью Ляник                          | «Täna otsuseid ei tee»       | Эстонский   | «Сегодня мы не принимаем решений»    | Liina Saar, Herman Gardarfve, Аксель Энстрём, Марью Ляник               |
| Metsakutsu                           | «Koplifornia»                | Английский  | «Коплифорния»                        | Meelis Meri, Rainer Olbri                                               |
| Miljardid                            | «Pseudoprobleem»             | Эстонский   | «Псевдопроблема»                     | Miljardid, Marten Kuningas                                              |
| Nika                                 | «Knock Knock»                | Английский  | «Тук-тук»                            | Nika Prokopjeva                                                         |
| Рольф Роосалу                        | «Show a Little Love»         | Английский  | «Покажи немного любви»               | Рольф Роосалу, Priit Uustulnd, Майан Кярмас                             |
| Sibyl Vane                           | «Thousand Words»             | Английский  | «Тысяча слов»                        | Sibyl Vane, Helena Randlaht                                             |
| Стиг Ряста                           | «Home»                       | Английский  | «Дом родной»                         | Стиг Ряста, Fred Krieger                                                |
| Tiiu x Okym x Semy                   | «Näita oma energiat»         | Эстонский   | «Покажи свою энергию»                | Kaido Luht, Sergei Morgun, Tiiu Kaarlõp, Meiko Umal                     |
| Vajé                                 | «Laura (Walk with Me)»       | Английский  | «Лаура (Пойдём со мной)»             | Karl-Ander Reismann                                                     |

### 1-й полуфинал
1-й полуфинал состоялся 10 февраля 2018 года, провели его Кристель Ааслайд и Мартин Вейсман. Живая часть шоу была проведена в студии Эстонской общественной телерадиовещательной корпорации в Таллине, где артисты ожидали результатов своих выступлений, которые были сняты ранее и экранизированы 2 и 4 февраля 2018 года. Из 10 песен в финал прошли песни, вошедшие в пятёрку сильнейших. Всего от жюри и телезрителей было получено 22,985 голосов в 1-м раунде и 10,909 во 2-м раунде. В жюри 1-го полуфинала входили Ленна Куурмаа, Ээва Талси, Ханна Парман, Марилиис Мыттус, Кристиан Хирмо, Томи Рахула, Яану Ныгисто, Дэйв Бентон, Райнер Ильд, Александр Жемжуров и и Эрик Морна.
 1-й раунд (Жюри и телеголосование)
 2-й раунд (только телеголосование)
| 1-й полуфинал — 10 февраля 2018 | 1-й полуфинал — 10 февраля 2018 | 1-й полуфинал — 10 февраля 2018 | 1-й полуфинал — 10 февраля 2018 | 1-й полуфинал — 10 февраля 2018 | 1-й полуфинал — 10 февраля 2018 | 1-й полуфинал — 10 февраля 2018 | 1-й полуфинал — 10 февраля 2018 | 1-й полуфинал — 10 февраля 2018 | 1-й полуфинал — 10 февраля 2018 | 1-й полуфинал — 10 февраля 2018 | 1-й полуфинал — 10 февраля 2018 | 1-й полуфинал — 10 февраля 2018 |
| Номер                           | Артист                          | Песня                           | Язык                            | Перевод                         | 1-й раунд                       | 1-й раунд                       | 1-й раунд                       | 1-й раунд                       | 1-й раунд                       | 1-й раунд                       | 2-й раунд                       | 2-й раунд                       |
| Номер                           | Артист                          | Песня                           | Язык                            | Перевод                         | Жюри                            | Жюри                            | Телеголосование                 | Телеголосование                 | Всего                           | Место                           | Телеголосование                 | Место                           |
| ------------------------------- | ------------------------------- | ------------------------------- | ------------------------------- | ------------------------------- | ------------------------------- | ------------------------------- | ------------------------------- | ------------------------------- | ------------------------------- | ------------------------------- | ------------------------------- | ------------------------------- |
| 1                               | Vajé                            | «Laura (Walk with Me)»          | Английский                      | «Лаура (Пойдём со мной)»        | 22                              | 3                               | 1620                            | 8                               | 11                              | 5                               | 3254                            | 1                               |
| 2                               | Иирис & Agoh                    | «Drop That Boogie»              | Английский                      | «Капля буги-вуги»               | 97                              | 10                              | 872                             | 4                               | 14                              | 4                               | —                               | —                               |
| 3                               | Etnopatsy                       | «Külm»                          | Эстонский                       | «Холодно»                       | 34                              | 4                               | 1268                            | 6                               | 10                              | 6                               | 1861                            | 3                               |
| 4                               | Sibyl Vane                      | «Thousand Words»                | Английский                      | «Тысяча слов»                   | 78                              | 7                               | 1449                            | 7                               | 14                              | 3                               | —                               | —                               |
| 5                               | Aden Ray                        | «Everybody’s Dressed»           | Английский                      | «Все одеты»                     | 59                              | 5                               | 978                             | 5                               | 10                              | 7                               | 2454                            | 2                               |
| 6                               | Tiiu x Okym x Semy              | «Näita oma energiat»            | Эстонский                       | «Покажи свою энергию»           | 10                              | 1                               | 556                             | 1                               | 2                               | 10                              | 432                             | 6                               |
| 7                               | Стиг Ряста                      | «Home»                          | Английский                      | «Дом родной»                    | 86                              | 8                               | 2999                            | 10                              | 18                              | 2                               | —                               | —                               |
| 8                               | Miljardid                       | «Pseudoprobleem»                | Эстонский                       | «Псевдопроблема»                | 61                              | 6                               | 686                             | 2                               | 8                               | 8                               | 1447                            | 5                               |
| 9                               | Desiree                         | «On My Mind»                    | Английский                      | «У меня на уме»                 | 12                              | 2                               | 765                             | 3                               | 5                               | 9                               | 1461                            | 4                               |
| 10                              | Элина Нечаева                   | «La forza»                      | Итальянский                     | «Сила»                          | 113                             | 12                              | 11792                           | 12                              | 24                              | 1                               | —                               | —                               |

### 2-й полуфинал
2-й полуфинал состоялся 17 февраля 2018 года, провели его Кристель Ааслайд и Мартин Вейсман. Живая часть шоу была проведена в студии Эстонской общественной телерадиовещательной корпорации в Таллине, где артисты ожидали результатов своих выступлений, которые были сняты ранее и экранизированы 2 и 4 февраля 2018 года. Из 10 песен в финал прошли песни, вошедшие в пятёрку сильнейших. Всего от жюри и телезрителей было получено 9,782 голосов в 1-м раунде и 7,920 во 2-м раунде. В жюри 2-го полуфинала входили Ленна Куурмаа, Ээва Талси, Ханна Парман, Марилиис Мыттус, Кристиан Хирмо, Томи Рахула, Яану Ныгисто, Дэйв Бентон, Райнер Ильд, Александр Жемжуров и и Эрик Морна.
 1-й раунд (Жюри и телеголосование)
 2-й раунд (только телеголосование)
| 2-й полуфинал — 17 февраля 2018 | 2-й полуфинал — 17 февраля 2018      | 2-й полуфинал — 17 февраля 2018 | 2-й полуфинал — 17 февраля 2018 | 2-й полуфинал — 17 февраля 2018      | 2-й полуфинал — 17 февраля 2018 | 2-й полуфинал — 17 февраля 2018 | 2-й полуфинал — 17 февраля 2018 | 2-й полуфинал — 17 февраля 2018 | 2-й полуфинал — 17 февраля 2018 | 2-й полуфинал — 17 февраля 2018 | 2-й полуфинал — 17 февраля 2018 | 2-й полуфинал — 17 февраля 2018 |
| Номер                           | Артист                               | Песня                           | Язык                            | Перевод                              | 1-й раунд                       | 1-й раунд                       | 1-й раунд                       | 1-й раунд                       | 1-й раунд                       | 1-й раунд                       | 2-й раунд                       | 2-й раунд                       |
| Номер                           | Артист                               | Песня                           | Язык                            | Перевод                              | Жюри                            | Жюри                            | Телеголосование                 | Телеголосование                 | Всего                           | Место                           | Телеголосование                 | Место                           |
| ------------------------------- | ------------------------------------ | ------------------------------- | ------------------------------- | ------------------------------------ | ------------------------------- | ------------------------------- | ------------------------------- | ------------------------------- | ------------------------------- | ------------------------------- | ------------------------------- | ------------------------------- |
| 1                               | Марью Ляник                          | «Täna otsuseid ei tee»          | Эстонский                       | «Сегодня мы не принимаем решений»    | 39                              | 4                               | 566                             | 1                               | 5                               | 10                              | 635                             | 6                               |
| 2                               | Рольф Роосалу                        | «Show a Little Love»            | Английский                      | «Покажи немного любви»               | 57                              | 6                               | 862                             | 4                               | 10                              | 7                               | 1500                            | 2                               |
| 3                               | Frankie Animal                       | «(Can’t Keep Calling) Misty»    | Английский                      | «(Не могу продолжать звонить) Мисти» | 112                             | 12                              | 972                             | 7                               | 19                              | 1                               | —                               | —                               |
| 4                               | Элиис Пярна и Герли Падар            | «Sky»                           | Английский                      | «Небо»                               | 22                              | 1                               | 1303                            | 10                              | 11                              | 6                               | 1764                            | 1                               |
| 5                               | Indrek Ventmann                      | «Tempel»                        | Эстонский                       | «Храм»                               | 38                              | 3                               | 957                             | 6                               | 9                               | 8                               | 1333                            | 4                               |
| 6                               | Evestus                              | «Welcome to My World»           | Английский                      | «Добро пожаловать в мой мир»         | 75                              | 8                               | 873                             | 5                               | 13                              | 4                               | —                               | —                               |
| 7                               | Karl Kristjan, Karl Killing и Wateva | «Young»                         | Английский                      | «Молодой»                            | 50                              | 5                               | 1791                            | 12                              | 17                              | 2                               | —                               | —                               |
| 8                               | Metsakutsu                           | «Koplifornia»                   | Английский                      | «Коплифорния»                        | 30                              | 2                               | 734                             | 3                               | 5                               | 9                               | 1454                            | 3                               |
| 9                               | Girls in Pearls                      | «Spellbound»                    | Английский                      | «Завороженный»                       | 91                              | 10                              | 705                             | 2                               | 12                              | 5                               | 1234                            | 5                               |
| 10                              | Nika                                 | «Knock Knock»                   | Английский                      | «Тук-тук»                            | 58                              | 7                               | 1019                            | 8                               | 15                              | 3                               | —                               | —                               |

### Финал
Финал состоялся 4 марта 2018 года в Саку-суурхалль в Таллине, провели его Кристель Ааслайд и Мартин Вейсман. В финал прошли 10 песен, по пять из обоих полуфиналов. В первом раунде голосовали жюри и телезрители (соотношение 50/50), отобрав три лучшие песни. Три из них, занявшие первые два места в первом раунде, проходят в суперфинал, где определяется победитель. Ими стали «Home» в исполнении Стига Рясты, Laura (Walk with Me)" в исполнении Vajé и «La forza» в исполнении Элины Нечаевой. Публичное телеголосование в первом раунде зарегистрировало 70,755 голосов. В суперфинале победила Элина Нечаева с песней «La forza». Публичное телеголосование в суперфинале зарегистрировало 61,637 голосов. В дополнение в интервал-акте выступали Койт Тооме и Лаура, представлявшие Эстонию на конкурсе песни Евровидение 2017. В жюри вошли Вальтер Соосалу, Майкен, Гиртс Майорс, Никола Калигиоре, Лакра Притс, Стен Теппан, Йоана Левиева-Савьер, Хелена Сильдна, Оле Тёпхольм, Марина Кеслер и Ивар Муст.
| Финал — 3 марта 2018 | Финал — 3 марта 2018                 | Финал — 3 марта 2018         | Финал — 3 марта 2018 | Финал — 3 марта 2018                 | Финал — 3 марта 2018 | Финал — 3 марта 2018 | Финал — 3 марта 2018 | Финал — 3 марта 2018 | Финал — 3 марта 2018 | Финал — 3 марта 2018 | Финал — 3 марта 2018 |
| Номер                | Артист                               | Песня                        | Язык                 | Перевод                              | Жюри                 | Жюри                 | Телеголосование      | Телеголосование      | Всего                | Место                |                      |
| -------------------- | ------------------------------------ | ---------------------------- | -------------------- | ------------------------------------ | -------------------- | -------------------- | -------------------- | -------------------- | -------------------- | -------------------- | -------------------- |
| 1                    | Karl Kristjan, Karl Killing и Wateva | «Young»                      | Английский           | «Молодой»                            | 47                   | 3                    | 5786                 | 8                    | 11                   | 6                    |                      |
| 2                    | Элиис Пярна и Герли Падар            | «Sky»                        | Английский           | «Небо»                               | 34                   | 1                    | 2308                 | 3                    | 4                    | 10                   |                      |
| 3                    | Nika                                 | «Knock Knock»                | Английский           | «Тук-тук»                            | 50                   | 4                    | 1991                 | 1                    | 5                    | 9                    |                      |
| 4                    | Sibyl Vane                           | «Thousand Words»             | Английский           | «Тысяча слов»                        | 86                   | 10                   | 2898                 | 4                    | 14                   | 4                    |                      |
| 5                    | Стиг Ряста                           | «Home»                       | Английский           | «Дом родной»                         | 79                   | 7                    | 5714                 | 7                    | 14                   | 3                    |                      |
| 6                    | Vajé                                 | «Laura (Walk with Me)»       | Английский           | «Лаура (Пойдём со мной)»             | 51                   | 5                    | 5995                 | 10                   | 15                   | 2                    |                      |
| 7                    | Элина Нечаева                        | «La forza»                   | Итальянский          | «Сила»                               | 113                  | 12                   | 37628                | 12                   | 24                   | 1                    |                      |
| 8                    | Frankie Animal                       | «(Can’t Keep Calling) Misty» | Английский           | «(Не могу продолжать звонить) Мисти» | 85                   | 8                    | 2031                 | 2                    | 10                   | 7                    |                      |
| 9                    | Иирис & Agoh                         | «Drop That Boogie»           | Английский           | «Капля буги-вуги»                    | 52                   | 6                    | 3427                 | 6                    | 12                   | 5                    |                      |
| 10                   | Evestus                              | «Welcome to My World»        | Английский           | «Добро пожаловать в мой мир»         | 41                   | 2                    | 2977                 | 5                    | 7                    | 8                    |                      |

| Подробные голосования жюри | Подробные голосования жюри   | Подробные голосования жюри | Подробные голосования жюри | Подробные голосования жюри | Подробные голосования жюри | Подробные голосования жюри | Подробные голосования жюри | Подробные голосования жюри | Подробные голосования жюри | Подробные голосования жюри | Подробные голосования жюри | Подробные голосования жюри | Подробные голосования жюри | Подробные голосования жюри |
| Номер                      | Песня                        | В. Соосалу                 | Г. Майорс                  | Майкен                     | Н. Калигиоре               | Л. Притс                   | С. Теппан                  | Й. Левиева-Савьер          | Х, Сильдна                 | О. Тёпхольм                | М. Кеслер                  | И. Муст                    | Всего                      | Место                      |
| -------------------------- | ---------------------------- | -------------------------- | -------------------------- | -------------------------- | -------------------------- | -------------------------- | -------------------------- | -------------------------- | -------------------------- | -------------------------- | -------------------------- | -------------------------- | -------------------------- | -------------------------- |
| 1                          | «Young»                      | 1                          | 2                          | 1                          | 5                          | 6                          | 1                          | 5                          | 1                          | 5                          | 10                         | 10                         | 47                         | 3                          |
| 2                          | «Taevas»                     | 2                          | 1                          | 2                          | 2                          | 2                          | 8                          | 4                          | 2                          | 4                          | 4                          | 3                          | 34                         | 1                          |
| 3                          | «Knock Knock»                | 4                          | 4                          | 7                          | 1                          | 4                          | 4                          | 2                          | 7                          | 8                          | 7                          | 2                          | 50                         | 4                          |
| 4                          | «Thousand Words»             | 6                          | 6                          | 6                          | 10                         | 10                         | 7                          | 7                          | 8                          | 6                          | 8                          | 12                         | 86                         | 10                         |
| 5                          | «Home»                       | 3                          | 5                          | 8                          | 8                          | 5                          | 12                         | 6                          | 4                          | 10                         | 12                         | 6                          | 79                         | 7                          |
| 6                          | «Laura (Walk with Me)»       | 5                          | 8                          | 5                          | 6                          | 1                          | 3                          | 10                         | 3                          | 7                          | 1                          | 2                          | 51                         | 5                          |
| 7                          | «La forza»                   | 12                         | 12                         | 12                         | 12                         | 12                         | 10                         | 8                          | 10                         | 12                         | 6                          | 7                          | 113                        | 12                         |
| 8                          | «(Can’t Keep Calling) Misty» | 8                          | 10                         | 10                         | 7                          | 7                          | 6                          | 12                         | 12                         | 2                          | 3                          | 8                          | 85                         | 8                          |
| 9                          | «Drop That Boogie»           | 7                          | 7                          | 4                          | 4                          | 3                          | 5                          | 3                          | 6                          | 3                          | 5                          | 5                          | 52                         | 6                          |
| 10                         | «Welcome to My World»        | 10                         | 3                          | 3                          | 3                          | 8                          | 2                          | 1                          | 5                          | 1                          | 1                          | 4                          | 41                         | 2                          |

| 1 | Стиг Ряста    | «Home»                 | Английский  | «Дом родной»             | 9686 (16 %)  | 2 |
| 2 | Vajé          | «Laura (Walk with Me)» | Английский  | «Лаура (Пойдём со мной)» | 8506 (14 %)  | 3 |
| 3 | Элина Нечаева | «La forza»             | Итальянский | «Сила»                   | 43445 (70 %) | 1 |

## Евровидение 2018
Эстония выступила во 2-м полуфинале, 8 мая 2018 года, под 9-м номером. Во 2-м полуфинале заняла 5-е место с 201 баллом и пройдя в финал. В финале Эстония выступала под 6-м номером, заняла 8-е место с 245 баллами.

### Одежда
Одежда Элины Нечаевой имела площадь 52 м2 и массу 8 кг. Световые проекции в теме песни непрерывно сияли на платье. Согласно эстонскому видео артистки Алёны Мовко, проекции начинались с изображения ледяной королевы, чье сердце тает от любви, как снег превращается в воду. Впоследствии сказочное свечение сопровождается выращиванием цветов, которые Нечаева посылала как символ любви. Команда из не менее чем восьми человек перенесла платье Нечаевой на сцену, в точное положение, требуемое проекторами. Вся подготовка к спектаклю (поиск платья, создание и генерация анимации, отображение проекций на платье, синхронизация с телевидением при съемке камерой и окончательная хореография) заняла две недели.

#### Результаты голосования за Эстонию
| Результаты голосования за Эстонию (1-й полуфинал) | Результаты голосования за Эстонию (1-й полуфинал) | Результаты голосования за Эстонию (1-й полуфинал) | Результаты голосования за Эстонию (1-й полуфинал) | Результаты голосования за Эстонию (1-й полуфинал) |
| Телеголосование                                   | Телеголосование                                   | Телеголосование                                   | Телеголосование                                   | Телеголосование                                   |
| 12 баллов                                         | 10 баллов                                         | 8 баллов                                          | 7 баллов                                          | 6 баллов                                          |
| ------------------------------------------------- | ------------------------------------------------- | ------------------------------------------------- | ------------------------------------------------- | ------------------------------------------------- |
| - Финляндия - Литва - Португалия                  | - Ирландия                                        | - Греция                                          | - Израиль                                         | - Албания - Хорватия - Кипр - Исландия            |
| 5 баллов                                          | 4 балла                                           | 3 балла                                           | 2 балла                                           | 1 балл                                            |
| - Армения - Бельгия - Чехия                       | - Болгария - Великобритания                       | - Австрия - Азербайджан - Беларусь                | - Испания                                         | - Швейцария                                       |
| Жюри                                              |                                                   |                                                   |                                                   |                                                   |
| 12 баллов                                         | 10 баллов                                         | 8 баллов                                          | 7 баллов                                          | 6 баллов                                          |
| - Швейцария                                       | - Греция                                          | - Армения - Ирландия - Португалия                 |                                                   | - Исландия - Великобритания - Испания             |
| 5 баллов                                          | 4 балла                                           | 3 балла                                           | 2 балла                                           | 1 балл                                            |
| - Кипр                                            | - Литва - Македония                               | - Австрия                                         |                                                   | - Азербайджан                                     |

| Результаты голосования за Эстонию (Финал) | Результаты голосования за Эстонию (Финал) | Результаты голосования за Эстонию (Финал)            | Результаты голосования за Эстонию (Финал) | Результаты голосования за Эстонию (Финал) |
| Телеголосование                           | Телеголосование                           | Телеголосование                                      | Телеголосование                           | Телеголосование                           |
| 12 баллов                                 | 10 баллов                                 | 8 баллов                                             | 7 баллов                                  | 6 баллов                                  |
| ----------------------------------------- | ----------------------------------------- | ---------------------------------------------------- | ----------------------------------------- | ----------------------------------------- |
| - Финляндия - Литва                       | - Латвия                                  | - Исландия                                           | - Франция - Португалия                    | - Грузия - Италия                         |
| 5 баллов                                  | 4 балла                                   | 3 балла                                              | 2 балла                                   | 1 балл                                    |
| - Чехия                                   | - Албания - Кипр - Греция - Ирландия      | - Россия - Украина                                   | - Армения - Болгария - Испания            | - Молдова                                 |
| Жюри                                      |                                           |                                                      |                                           |                                           |
| 12 баллов                                 | 10 баллов                                 | 8 баллов                                             | 7 баллов                                  | 6 баллов                                  |
| - Македония - Молдова - Португалия        | - Грузия - Швейцария                      | - Австралия - Латвия                                 | - Дания - Исландия                        | - Россия - Великобритания                 |
| 5 баллов                                  | 4 балла                                   | 3 балла                                              | 2 балла                                   | 1 балл                                    |
| - Черногория - Сан-Марино - Словения      | - Италия - Нидерланды                     | - Азербайджан - Греция - Ирландия - Румыния - Сербия | - Австрия - Германия                      | - Кипр - Испания - Украина                |

#### Баллы, данные Эстонией
| 1-й полуфинал | 1-й полуфинал   | 1-й полуфинал |
| Счёт          | Телеголосование | Жюри          |
| ------------- | --------------- | ------------- |
| 12 баллов     | Финляндия       | Австрия       |
| 10 баллов     | Литва           | Литва         |
| 8 баллов      | Австрия         | Кипр          |
| 7 баллов      | Чехия           | Болгария      |
| 6 баллов      | Болгария        | Ирландия      |
| 5 баллов      | Ирландия        | Финляндия     |
| 4 балла       | Кипр            | Бельгия       |
| 3 балла       | Бельгия         | Азербайджан   |
| 2 балла       | Чехия           | Хорватия      |
| 1 балл        | Израиль         | Албания       |

| Финал     | Финал           | Финал      |
| Счёт      | Телеголосование | Жюри       |
| --------- | --------------- | ---------- |
| 12 баллов | Литва           | Австрия    |
| 10 баллов | Финляндия       | Литва      |
| 8 баллов  | Дания           | Кипр       |
| 7 баллов  | Италия          | Болгария   |
| 6 баллов  | Австрия         | Германия   |
| 5 баллов  | Чехия           | Швеция     |
| 4 балла   | Кипр            | Норвегия   |
| 3 балла   | Венгрия         | Португалия |
| 2 балла   | Норвегия        | Финляндия  |
| 1 балл    | Молдова         | Нидерланды |